# Westland Wasp
Il Westland Wasp ("vespa" in inglese) era un elicottero leggero imbarcato ASW monoturbina con rotore quadripala sviluppato dall'azienda aeronautica britannica Westland Helicopters negli anni sessanta.
Utilizzato principalmente dalla Royal Navy, la marina militare britannica, venne impiegato con successo in operazioni belliche durante la guerra delle Falkland. Gli ultimi esemplari, appartenenti alla malese Tentera Laut Diraja Malaysia, vennero ritirati nel 2000.

## Storia del progetto

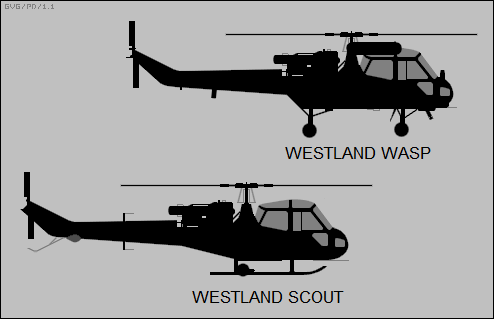
Il diverso aspetto del Westland Scout e del Wasp.

Nei tardi anni cinquanta la Saunders-Roe decise, su iniziativa privata, di avviare lo sviluppo di un nuovo modello di elicottero leggero multiruolo come evoluzione del precedente Skeeter che aveva avuto un buon successo commerciale. Differentemente dal primo, equipaggiato con un convenzionale motore a pistoni, il nuovo modello, identificato dall'azienda come P.531, per azionare il rotore principale e quello di coda utilizzava un gruppo turbogas, tra i primi elicotteri britannici equipaggiati con motore a turbina. Portato in volo per la prima volta il 20 luglio 1958 rimase allo stadio di prototipo ma venne riutilizzato come base per un ulteriore sviluppo quando l'azienda venne incorporata nella Westland.
Nel frattempo, per contrastare l'evoluzione tecnologica applicata ai sottomarini e al conseguente incremento delle loro prestazioni in velocità massima e raggio di azione, la Royal Navy emise una specifica indicata come "Manned Torpedo-Carrying Helicopter" (MATCH) per la fornitura di un mezzo ad ala rotante in grado di estendere le capacità di attacco di un'unità navale trasportando un siluro o altro armamento in grado di fermare un eventuale attacco. Così come il più grande Westland Wessex, il modello non era equipaggiato con un sonar per cui il suo profilo di missione era limitato ad operazioni in collaborazione con l'unità navale dove era assegnato o, in ogni caso, con altre navi o unità aeree nella lotta antisommergibile.
Proposto alla marina britannica, il P.531 venne avviato ad una serie di prove in ambito operativo che influirono nell'evoluzione del modello, incluso l'adozione di diverse soluzioni nella disposizione degli elementi del carrello.
Dall'esperienza acquisita con il P.531 vennero sviluppati due modelli simili ma con finalità operative diverse, il Westland Scout, destinato ad equipaggiare reparti terrestri ed il Wasp, inizialmente indicato come Sea Scout, versione imbarcata con compiti di lotta antisommergibile. Essenzialmente i due modelli sono molto simili ma immediatamente riconoscibili per la sezione inferiore, dove il Wasp adotta un più complesso carrello d'atterraggio con quattro elementi ruotati indipendenti differentemente dallo Scout che utilizza una più convenzionale coppia di pattini.
Favorevolmente impressionata dalle prestazioni del prototipo, nel settembre 1961 la Royal Navy emise un ordine di fornitura per due esemplari di pre-produzione, esemplari che l'azienda indicò inizialmente Sea Scouts, il primo dei quali volò per la prima volta il 20 ottobre 1962.

## Impiego operativo
Il Wasp entrò in servizio principalmente nei reparti della Royal Navy e successivamente nelle marine militari australiana, brasiliana, malese e sudafricana.

### Regno Unito

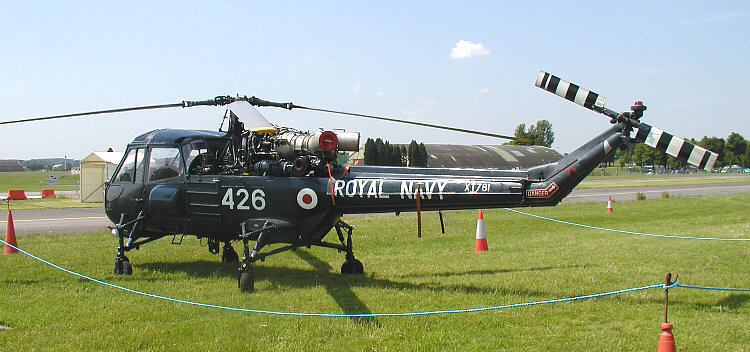
Il Westland Wasp HAS.1 ex Royal Navy, numero di serie XT781/426 e marche civili G-KAWW, in esposizione al Classic-Jet Air Show, Kemble, Inghilterra, nel giugno 2003.

Fu assegnato come equipaggiamento alle fregate britanniche, tra le quali la classe Leander, oltre a reparti con base a terra.

#### Guerra delle Falkland
Sia il Wasp che lo Scout vennero impiegati durante la Guerra delle Falkland-Malvinas, spesso utilizzati come mezzi da trasporto leggero. Il 25 aprile 1982 alcuni Wasp furono protagonisti nell'attacco al sommergibile ARA Santa Fe, che subì danni piuttosto seri, tanto da rendere impossibile l'immersione.
Un Wasp decollato dalla fregata HMS Plymouth riuscì a colpire il sommergibile con due missili Aerospatiale SS.12, e fu seguito dopo breve tempo da altri due Wasp, decollati dalla nave da esplorazione polare HMS Endurance. I missili però non esplosero perché vennero fermati dalla falsa torre del battello, in fibra di vetro rinforzata (in base al programma GUPPY per migliorare le caratteristiche, anche idrodinamiche, dei sommergibili americani del periodo bellico, quale questo battello originariamente era), ma le cariche di profondità sganciate dagli altri due elicotteri danneggiarono ulteriormente il battello costringendolo ad arenarsi sulla punta King Edward dell'isola Georgia del Sud.
In seguito, gli ultimi Wasp vennero sostituiti dai Westland Lynx, diventati il nuovo elicottero standard britannico.

### Altre nazioni

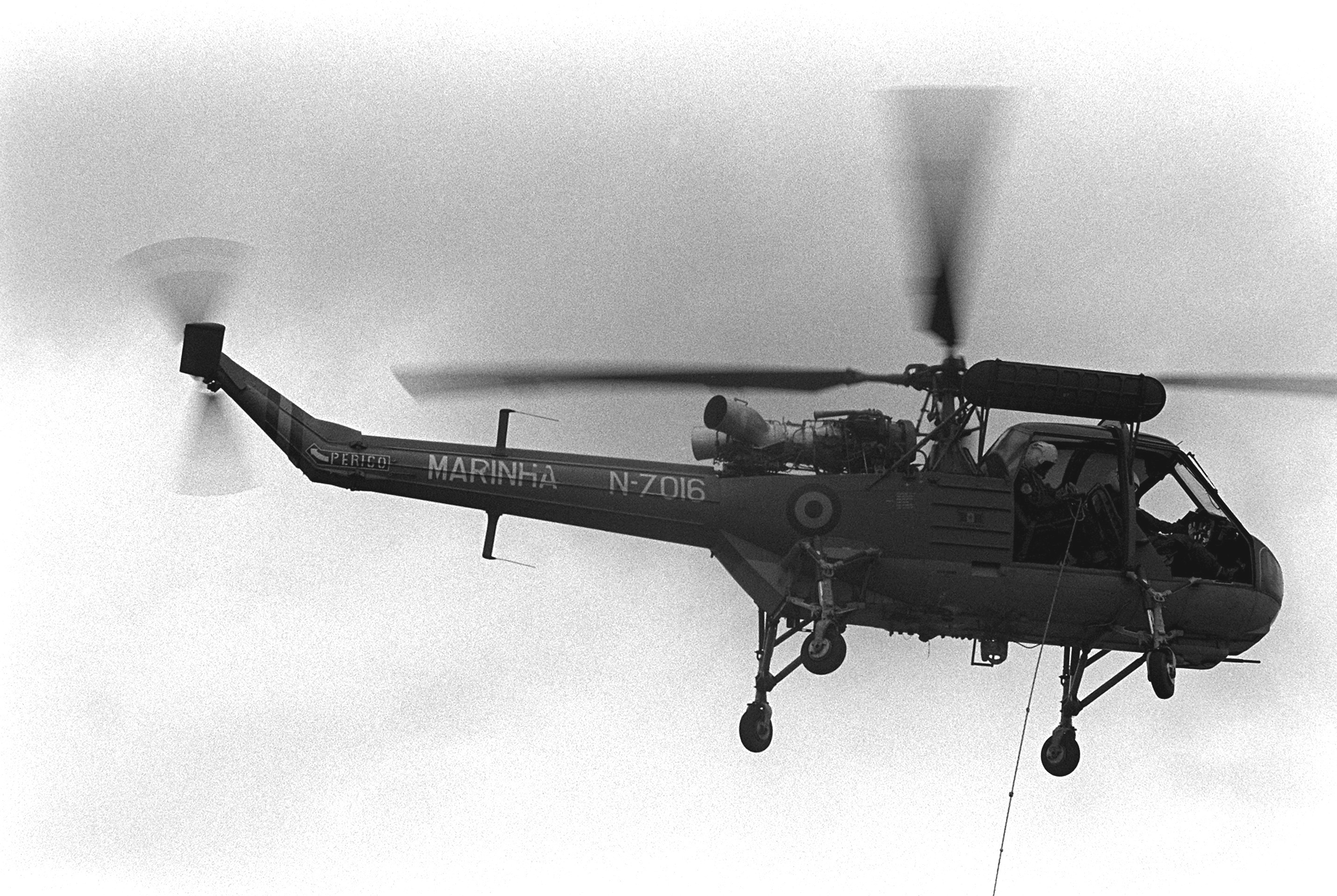
Un Wasp in servizio con la Força Aeronaval della Marinha do Brasil.

All'estero rimasero in servizio operativo per diversi anni, specialmente in Malaysia, che operò con esemplari ex Royal Navy acquistati dal governo britannico.

## Versioni
P.531
prototipo.
Sea Scout HAS.1
originale designazione del Wasp assegnata dalla Royal Navy.
Wasp HAS.1
versione imbarcata ASW destinata alla Royal Navy.

## Utilizzatori
Brasile
- Marinha do Brasil - Força Aeronaval

 Indonesia
- Tentara Nasional Indonesia Angkatan Laut - Dinas Penerbangan TNI Angkatan Laut

 Malaysia
- Tentera Laut Diraja Malaysia

 Nuova Zelanda
- Royal New Zealand Navy
  - No. 3 Squadron RNZAF

 Paesi Bassi
- Koninklijke Marine - Marine Luchtvaartdienst

 Regno Unito
- Royal Navy - Fleet Air Arm
  - 700W Intensive Flying Trials Unit
  - 703 Naval Air Squadron
  - 706 Naval Air Squadron
  - 829 Naval Air Squadron
  - 845 Naval Air Squadron
  - 848 Naval Air Squadron

 Sudafrica
- South African Navy

### Riviste
- (EN)  Scout and Wasp: An All British Success Dave Billinge Aviation News Vol 71 No 2 February 2009